# Stenoplax conspicua
Stenoplax conspicua is een keverslak uit de familie pantserkeverslakken (Ischnochitonidae). De wetenschappelijke naam van de soort werd in 1892 gepubliceerd door Henry Augustus Pilsbry.
Stenoplax conspicua wordt 51 tot 114 millimeter lang.
Deze soort komt voor van Santa Barbara in Californië tot de Golf van Californië.